# Проституция в Новосибирске
В Новосибирске, как и на всей территории Российской Федерации, занятие проституцией является нелегальным и влечёт за собой административную и уголовную ответственность.

## История

### Период Российской империи
В период Российской империи контроль над проституцией в Новониколаевске (сейчас — Новосибирск) осуществлялся городским полицейским управлением. Из источников того времени известно, что чиновники данного учреждения злоупотребляли полномочиями. Кроме надзора над легальными домами терпимости они, под руководством полицмейстера Бернхарда Висмана, занимались поборами с незаконных публичных домов:

Дома терпимости, как места постоянных преступлений, составляют крупную статью доходов полиции. Начать с того, что в Ново-Николаевске существует с ведома полиции 113 таких притонов и из них только 7 официально открытых, крупных. Содержатели этих домов, каковы: Эдельман, Урбах, Левин, Терентьев и др., платят полиции до 300 руб. в месяц, при чём связаны обязательством не отпускать девиц ни в какие трактирные номера, кроме самого фешенебельного трактира Чиндорина, содержимого в компании с полицмейстером Висманом. Мелкие же притоны обложены побором от 5 до 10 руб. в месяц.— Обыкновенная история (Из мемуаров Ново-Николаевской полиции)
Количество занимающихся проституцией регулярно пополняли домашняя прислуга, женщины из мещанского сословия и безработные. Стаж занятия проституцией колебался от одного года до восемнадцати лет.
В 1914 году над полицмейстером Висманом и другими работниками городской полиции состоялся судебный процесс, их приговорили к восьми месяцам арестантских рот. Однако ситуация с нелегальной проституцией в городе не изменилась. В 1915 году полицмейстер города Бухартовский заявил, что «дома терпимости превращены в какие-то притоны пьянства и разгула» и «дело надзора за проституцией находится в самом печальном положении». Начальник полиции считал, что следует организовать специальный врачебно-полицейский комитет, тем не менее он не был создан.

#### Места занятия проституцией
В дореволюционное время проституция практиковалась в усадьбах городских жителей, на постоялых дворах и в гостиницах, женщины также оказывали сексуальные услуги в трактире Чиндорина, располагавшемся в саду «Альгамбра», совладельцем заведения был полицмейстер Висман. Одним из самых элитных считался публичный дом, располагавшийся на Тобизеновской улице (в настоящее время[когда?] на его месте находится памятник сибирским городам).
На углу улиц Инской и Маковского существовал притон, принадлежавший омской мещанке Елизавете Левиной. Ещё один дом, расположенный на Инской, принадлежал купчихе Терентьевой — такая фамилия числится среди содержателей притона в полицейских сводках вместе с фамилией Левиной.

### Начало советского периода
Редкие заметки о притонах, действовавших ещё до начала новой экономической политики, встречаются на страницах газет в сложный период становления советского государства. В числе мест, где существовали притоны, упоминались Вокзальная часть с традиционно плодотворной для преступности средой, и городские нахаловки, представлявшие собой хаотичные и плотно застроенные поселения с путаными улицами, в которых легко было скрыться нарушителям закона.

### 1920-е годы

#### Борьба с проституцией в 1920-х годах
После образования Советского государства были поставлены задачи по уничтожению проституции. Постановка на учёт профессиональных проституток была отменена. Тем не менее в 1920-х годах милиция организовала негласную систему по их учёту.
В 1922 году газета «Известия» издала декрет о борьбе с проституцией, в соответствии с ним в декабре 1922 года Сибревком принял Положение о мерах борьбы с проституцией, которое содержало руководства по борьбе с притонами и лицами, эксплуатировавшими проституток; другая цель этого документа заключалась в оказании помощи публичным женщинам: предоставление мест в общежитиях, выделение рабочих мест на предприятиях, создание учреждений временного пребывания для женщин, приезжавших в Новониколаевск из других мест (по большей части из деревень). Кроме того, в числе задач Положения была помощь в лечении венерических заболеваний, в связи с чем в городе был открыт вендиспансер (1925).
В августе 1923 года при губернском отделе здравоохранения организован Совет по борьбе с проституцией, в который вошли представители профсоюзов, правоохранительных органов и т. д.
В 1927 году при Новосибирском вендиспансере для социальной реабилитации проституток и профилактики проституции была создана Комиссия оздоровления труда и быта женщин, где работали женщины с 56 производственных учреждений города. Данная организация занималась обследованием жилых кварталов и предприятий с целью обнаружения проституток и тех, кому грозила опасность быть втянутыми в занятия проституцией.

#### Причины роста, места и виды проституции в 1920-х годах
В Сибири стремительному развитию проституции в бывших уездных городах, преобразованных затем в окружные центры, способствовали как приток населения, так и благоприятная экономическая среда. Новониколаевск, который играл роль важного транспортного узла, регулярно пополнялся переселенцами из мест с крайне сложными жизненными условиями. Переезд женщины в город мог быть связан с личной трагедией: с разводом, бесчестием или смертью кормильца. Женщины с внебрачной беременностью осуждались обществом с патриархальными устоями, что часто приводило к детоубийствам. Новосибирская пресса изобиловала сообщениями об умерщвлении детей незамужними матерями. Из-за подобных трудностей риск девушки стать проституткой заметно возрастал.
В городских газетах и уголовных делах о притоносодержательстве этого периода часто указывается, что проститутками работали приезжие, неимущие и безработные женщины. Оказанием интимных услуг с целью дополнительного заработка могли заниматься и внешне порядочные работницы или служащие.
В начале 1920-х годов в Новониколаевске начала распространяться наркоторговля, которая зачастую сосуществовала с проституцией. В городских газетах того времени появлялись публикации о гибели наркоманов (например, упоминались корейский подданный Сон Хвабои или некий Едотов, умершие от чрезмерного употребления опиума). Наркопритоны устраивали главным образом китайцы. В июле 1923 года в городе задержали Тян Шоу Чи (кличка — Васька Китаец), который содержал притон для морфинистов и кокаинистов и, кроме того, скупал краденые вещи. Один журналист описывал притон в Закаменской части, располагавшийся в «низеньком бараке», где пожилая женщина занималась самогоноварением; там же находились «девицы, трое пьяных и китаец», употреблявшие кокаин.
К середине десятилетия в городе обнаружилось большое число притонов. Лишь за первый квартал 1926 года уголовный розыск выявил 140 нелегальных точек для оказания секс-услуг и наркоторговли.
В период нэпа борьба с проституцией велась как идеологическими, так и юридическими методами. Дела о содержании притонов рассматривались в суде краевого значения. Публиковались материалы с обличением проституции и случаями раскрытия преступлений в области притоносодержательства. Например, в августе 1925 года Галкиным и Поповой был устроен притон на Ядринцевской улице, 120, тогда же в подобом преступлении уличили извозчика Мурина; 2 октября 1925 года была задержана содержательница Елизавета Липсак, в её притоне, располагавшемся в бараке на Кузнецкой улице, 2, в момент обнаружения этого места находились заведующий одной из мельниц женатый грамотный крестьянин Георгий Паршнев и городской семьянин с высшим образованием агент Владимир Коморзин; в декабре 1925 года раскрыт притон Валентины Волковой (ул. Октябрьская, 69), в феврале 1926 года — Марии Кротовой (ул. Бурлинская, 57), в марте 1926 года — Елизаветы Зелит (ул. Кубанская, 226, Малая Нахаловка), а пять дней спустя после случая в Нахаловке были задержаны Пенькова и Муравицкий, содержавшие место для занятия проституцией на Большевистской улице, 24. В конце мая 1926 года была привлечена к ответственности Вера Латгина, а в начале следующего месяца был раскрыт притон на параходе «Жорес», где проституцией занимались некие Гумилевская и Паукеева при содействии официантов из пароходной столовой. Несколько дней спустя написали про Софью Малых с притоном по улице Журинской, 65, в начале января 1927 года — о притоне на Левом берегу Каменки, 105, вскоре на этой улице была раскрыта нелегальная точка Растрепиных, 24 марта обнаружен притон Фатыха Хузахмиетова, 22 июля также были пойманы очередные притоносодержатели.
Помимо притонов существовали и другие формы оказания интимных услуг. Много проституток работали без посредников, приглашая клиентов домой. Особенно характерной для Новосибирска была «дорожная» проституция, так как через него проходили пароходные маршруты в Томск, кроме того, в разных направлениях курсировало большое число поездов. Существовала и уличная проституция, считавшаяся наиболее неблагополучной. Встречались так называемые «коты» и «альфонсы», обеспечивавшие себя за счёт заработка проституток, однако об этих сутенёрах 1920-х годов известно очень мало.
Организовывавшие в своём жилище притон действовали скрытно: проституток, которые главным образом жили вдвоём или втроём, представляли как обычных квартиранток. Тем не менее сохранить место в тайне удавалось не всегда из-за клиентов, периодически устраивавших кутежи во время употребления самогона, которым также торговали притоносодержатели. Именно «дикая пьянка» стала причиной раскрытия притона Елизаветы Зелит, просуществовавшего в течение года. Его обнаружили милиционеры, прибывшие на крики.

Проституция активизировалась с позднего вечера в людных местах города: в саду «Альгамбра», ресторанах, пивных и кафе, где женщины в основном первыми проявляли инициативу для знакомства с потенциальными клиентами. Летом они круглосуточно промышляли на Ипподромском базаре, где работали сразу четыре пивных. В числе привлекательных для проституток точек были гостиницы и Военный городок с традиционно большим процентом мужского населения. На Красном проспекте после полуночи можно было также встретить девушек (возрастом от 20—25, иногда 15—19 лет), предлагавших сексуальные услуги, о чём свидетельствует, к примеру, рассказ проститутки Пелагеи Митькиной следователю:
Ночью на 23 августа мы гуляли по Красному проспекту с подругой Диной Лунчарской с целью найти мужчин.
Клиенты могли найти девушек по рекомендации. Например, две восемнадцатилетние проститутки Виктория Чижевская, безрезультатно пытавшаяся работать журналисткой, и несостоявшаяся артистка Вера Маркова находили клиентов среди обитателей Военного городка с помощью знакомств и дружеских связей. В роли посредников могли выступать извозчики, официанты, швейцары и коридорные увеселительных учреждений, знавшие клиентуру и нелегально зарабатывавшие дополнительные деньги.
Девушки, которые жили на квартирах в одиночку, курили, нецензурно ругались, приходили домой в позднее время и спали до полудня, классифицировались их соседями как проститутки или «гулящие». Подобные нападки могли привести к серьёзным конфликтам и покушениям на жизни обвинителей.

### 1930-е годы
О существовании проституции в Новосибирске в 1930-х годах практически ничего неизвестно. В этот период заметки о притонах исчезли со страниц местных газет. Последняя публикация об одном из них появилась в 1930 году в «Советской Сибири», где рассказывалось о притоне на Красном проспекте, его содержал в собственной мастерской фотограф Винницкий, у которого к тому же были найдены порнографические снимки.

### 1990-е годы
В 1990-е годы количество втянутых в занятие проституцией резко увеличилось.

### Начало XXI века
В прессе 2000-х и 2010-х годов в числе известных мест, где практикуются незаконные секс-услуги, упоминаются улицы Жуковского, Фрунзе, Ватутина, Большевистская, проспект Дзержинского, Немировича-Данченко.

## Негативные стороны проституции

### Нарушение общественного порядка
Проституция в общественных местах зачастую вызывает недовольство со стороны жителей. Ещё в 1924 году газета «Советская Сибирь» писала о возмущении людей по поводу проституции на старом и новом кладбищах города:

Благодаря редкости насаждений, пикантные бытовые «картинки» демонстрируются на старом кладбище на виду у всей публики, реагирующей на столь своеобразное «зрелище» единодушным возмущением: возвращающийся с предприятия рабочий, присевший было отдохнуть на травке, нет-нет и не вытерти: плюнет, выругается и безнадёжно-покорно перекочёвывает с места на место. Дебелая дамочка, под ситцевым зонтиком мечтательно плетущая веночки из ромашки, с визгом шарахается в сторону, едва рассеянный взор наталкивается на слишком откровенную «сценку»… Детвора сопровождает «забаву» взрослых поощрительным гиканьем…— Советская Сибирь № 169 (1411), Суббота, 26 июля 1924 года
С теми же проблемами сталкиваются жители Новосибирска и в XXI веке. Среди причин недовольства — занятия проституцией на придворовых территориях, загрязнение общественных мест использованными презервативами. Так, в 2015 году жители дома на улице Жуковского в Ботаническом микрорайоне столкнулись с массовым засильем двора проститутками, которые обслуживали клиентов в автомобилях. Годом ранее проживающие на улице Немировича-Данченко новосибирцы также возмущались присутствием возле их жилья девушек, оказывавших сексуальные услуги.

### Убийства
В 2018 году к пожизненному заключению был приговорён Евгений Чуплинский, бывший сотрудник вневедомственной охраны, который с 1998 по 2005 год совершил убийства 19 проституток. Останки расчленённых жертв маньяк выбрасывал в районах Новосибирска и его окрестностях.